# Nihon Hidankjó
Japonská rada organizací obětí atomových a vodíkových bomb (japonsky 日本原水爆被害者団体協議会, Nihon gensuibaku higaiša dantai kjógi-kai), zkráceně z japonského názvu také Nihon Hidankjó (日本被団協), je organizace vytvořená přeživšími atomového bombardování měst Hirošima a Nagasaki (též nazýváni hibakuša) v roce 1956 s cíli vyvinout tlak na japonskou vládu, aby zlepšila podporu obětí, a lobbovat u vlád za zákaz jaderných zbraní.
Mezi aktivity organizace patří poskytování tisíců výpovědí svědků, vydávání rezolucí a veřejných výzev a každoroční vysílání delegací do různých mezinárodních organizací, včetně OSN, s cílem prosadit globální jaderné odzbrojení.
Organizaci byla udělena Nobelova cena za mír za rok 2024 „za úsilí o vytvoření světa bez jaderných zbraní a za to, že prostřednictvím svědectví dokazuje, že jaderné zbraně již nikdy nesmí být použity.“